# Cascabela
Cascabela là chi thực vật có hoa trong họ Apocynaceae.